# Shun Hing Square
Shun Hing Square (chiń. 信興廣場; pinyin Xìnxìng Guǎngchǎng) – wieżowiec znajdujący się w mieście Shenzhen w Chinach. Ma 384 metry wysokości i 69 pięter. Budowa rozpoczęła się w roku 1993, a zakończyła w roku 1996. Przez rok był to najwyższy budynek w Chinach, jednak tytuł ten odebrał mu CITIC Plaza w Guangzhou w 1997 roku, przewyższając go o 7 metrów. Obecnie budynek jest 18. co do wysokości w Chinach i 38. na świecie. Znajduje się w nim galeria handlowa, która jest 5-piętrowym pasażem z 4 zestawami ruchomych schodów, windami na 5 osób i windami technicznymi, a także powierzchni wahającej się między 3450 metrów kwadratowych a 4900 metrów kwadratowych. W budynku oprócz tego mieszczą się biura, apartamenty średnio za 65 000 $ miesięcznie oraz parking. Całkowita powierzchnia budynku wynosi 273 349 m². Wieżowiec był budowany w szybkim tempie – 4 piętra w 9 dni. Na 69. piętrze znajduje się taras widokowy nazwany „Meridian View Cantre”.